# Stazione di Hino
La Stazione di Hino (日野駅?, Hino-eki) è una stazione ferroviaria di Hino, città conurbata con Tokyo che presso cui passa la linea Chūō Rapida della JR East.

## Linee

### Treni
- East Japan Railway Company
  - ■ Linea Rapida Chūō